# Gekko rossi
Espèce
Gekko rossi est une espèce de geckos de la famille des Gekkonidae.

## Répartition
Cette espèce est endémique de Calayan aux Philippines.

## Description
Gekko rossi mesure, queue non comprise, de 95,5 à 108,2 mm pour les mâles et de 86,8 à 100,0 mm pour les femelles.

## Étymologie
Cette espèce est nommée en l'honneur de Charles Andrew Ross.

## Publication originale
- Brown, Oliveros, Siler & Diesmos, 2009 : Phylogeny of Gekko from the Northern Philippines, and Description of a New Species from Calayan Island. Journal of Herpetology, vol. 43, n. 4, p. 620–635.